# Vesecký kopec
Vesecký kopec je přírodní památka v severozápadním sousedství vesnice Veská v okrese Pardubice pojmenovaná podle blízkého vrchu. Vyhlášena byla k ochraně zbytku písečného přesypu (duny) s výskytem vzácných živočichů.

## Geomorfologické zařazení
Geomorfologicky vrch náleží do celku Východolabská tabule, podcelku Pardubická kotlina a okrsku Dašická kotlina.

## Chráněné území
Předmět ochrany je zbytek písečného přesypu s výskytem vzácných společenstev pískomilné fauny a flóry (krajník hnědý, svižník, svižník polní, kvapník). Kopec je ojedinělý tím, že část přesypu není pokryta lesem a daří se zde proto zajímavým druhům rostlin a živočichů. Bylo např. zjištěno 108 druhů střevlíků, některé z nich jsou vázány na písčité půdy. V roce 2004 byl Vesecký kopec vyhlášen za přechodně chráněné území, v roce 2012 byla ochrana zvýšena na úroveň přírodní památky.